# Konstancai kikötő
A konstancai kikötő a Fekete-tenger nyugati partvidékén, a Boszporusz-szorostól 179 tengeri mérföldre (332 km), illetve a Duna Sulina-ágától 85 tengeri mérföldre (157 km) található. A mintegy 39,26 km²-en elterülő kikötőt egy északi (8,344 m) és egy déli (5,560 m) hullámtörő védi. A Konstancai kikötő Románia és egyben a Fekete-tenger első, illetve Európa negyedik legnagyobb kikötője. Közigazgatásilag Konstanca része.
Kedvező földrajzi helyzetét és gazdasági fontosságát a VII. (folyami), illetve a IV. (vasúti) páneurópai folyosóhoz való kapcsolódása is kihangsúlyozza. Konstancához közel találhatóak a midiai és mangaliai mellékkikötők, melyek együtt alkotják a román tengeri kikötőrendszert, és a Tengeri Kikötők Kezelője Rt. felügyelete alatt működnek.

## Története

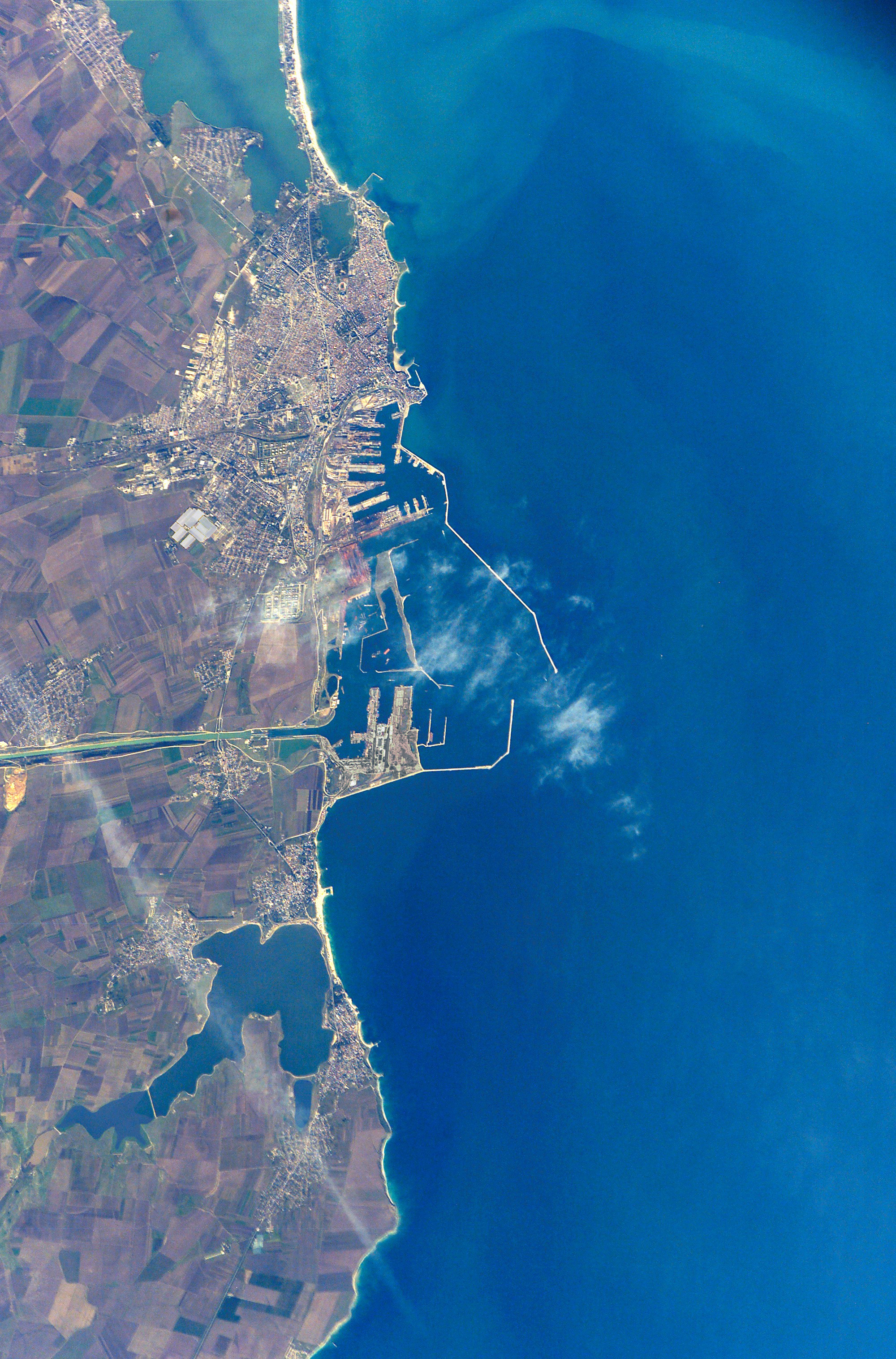
Műholdfelvétel Konstancáról (2002)

A kikötő története szorosan kötődik a város fejlődéséhez. Habár Konstancát Kr. u. a 2. században alapították, Tomisról, az ókori görög kolóniáról már a Kr. e. 6. századból van feljegyzés. A kikötővárost empóriumként (kereskedelmi gócpont) szervezték meg, hogy megkönnyítsék a görögök és a helyiek közötti kereskedelmet. A görög hatás egészen a Kr. e. 1. századig fennmaradt, amikor a Duna és a Fekete-tenger közötti területet a rómaiak elfoglalták. A római kormányzás első éveiről Ovidius írt, aki Tomisban töltötte száműzetését. A következő száz évben a kikötő lényeges fejlődésen ment keresztül, és a város I. Konstantin császár testvérének, Flavia Iulia Constantiának tiszteletére felveszi a Constantiana nevet.
A Bizánci Birodalomban a kikötő fejlődése megállt a vándorló népek gyakori inváziója miatt. A kereskedelem fokozatosan visszaszorult, a kereskedők pedig olyan biztonságosabb városok felé vették az irányt, mint Velence vagy Genova. Az olasz városok kalmárjainak emlékét őrzi a ma is látható Genovai világítótorony, melyet 1300 körül építettek. A 15. században a kikötőváros az Oszmán Birodalom részévé vált, jelentősége azonban csökkent, és az egykori genovai kereskedelem háttérbe szorult. 1857-ben a török hatóságok bérbe adták a kikötőt és a Cernavodă-Konstanca vasútvonalat a brit Danube and Black Sea Railway and Kustendge Harbour Company Ltd. (Duna-Fekete-tenger Vasúti és Kustendgei Kikötő Társaság) társaságnak.
A jelenlegi kikötő építését 1896. október 16-án kezdték el, amikor I. Károly román király elhelyezte az alapkövet. Kezdetben a munkálatokat a román mérnök, I. B. Cantacuzino vezette, majd Gheorghe Ducát és Anghel Salignyt bízták meg a feladattal. A kikötőt 1909-ben fejezték be és nyitották meg. Az akkoriban kiemelkedő felszereltségűnek számító kikötő 6 tárolómedencével, számos olajtartállyal és gabonasilóval rendelkezett. Ezekkel a létesítményekkel a kikötő 1911-es forgalma 1,4 millió tonna körül mozgott. A két világháború között egy kukoricaszárítót és egy úszó dokkot, illetve egy új igazgatósági épületet és egy tőzsdét is építettek. 1937-ben 6,2 millió tonna áru fordult meg a kikötőben.
1967-tel kezdődően a kikötőt déli irányban kibővítették. A Duna-Fekete-tenger csatorna építése fontos szerepet játszott a kikötő fejlődésében. A csatorna 1984-es megnyitása után a kikötő rohamosan növekedni kezdett és két évtized alatt 39 km² lett a területe. A csúcspontot 1988 jelentette, amikor a kikötő több mint 62 millió tonna árut mozgatott meg. Az 1989-es romániai forradalom után a konstancai kikötőnek a román gazdaságban betöltött jelentősége halványulni, az áruforgalom pedig csökkenni kezdett, és 2000-ben a kikötő a második világháború óta legalacsonyabb forgalmát bonyolította (30 millió tonna). Az áruforgalom csak 2003 után kezdett újra növekedni, és 2008-ra elérte a 61 millió tonnát, mely történetének második legnagyobb forgalmának számít. 2004-ben egy konténerkikötőt, 2005-ben egy utaskikötőt és 2006-ban egy uszálykikötőt avattak a létesítmény területén.

## Tevékenysége

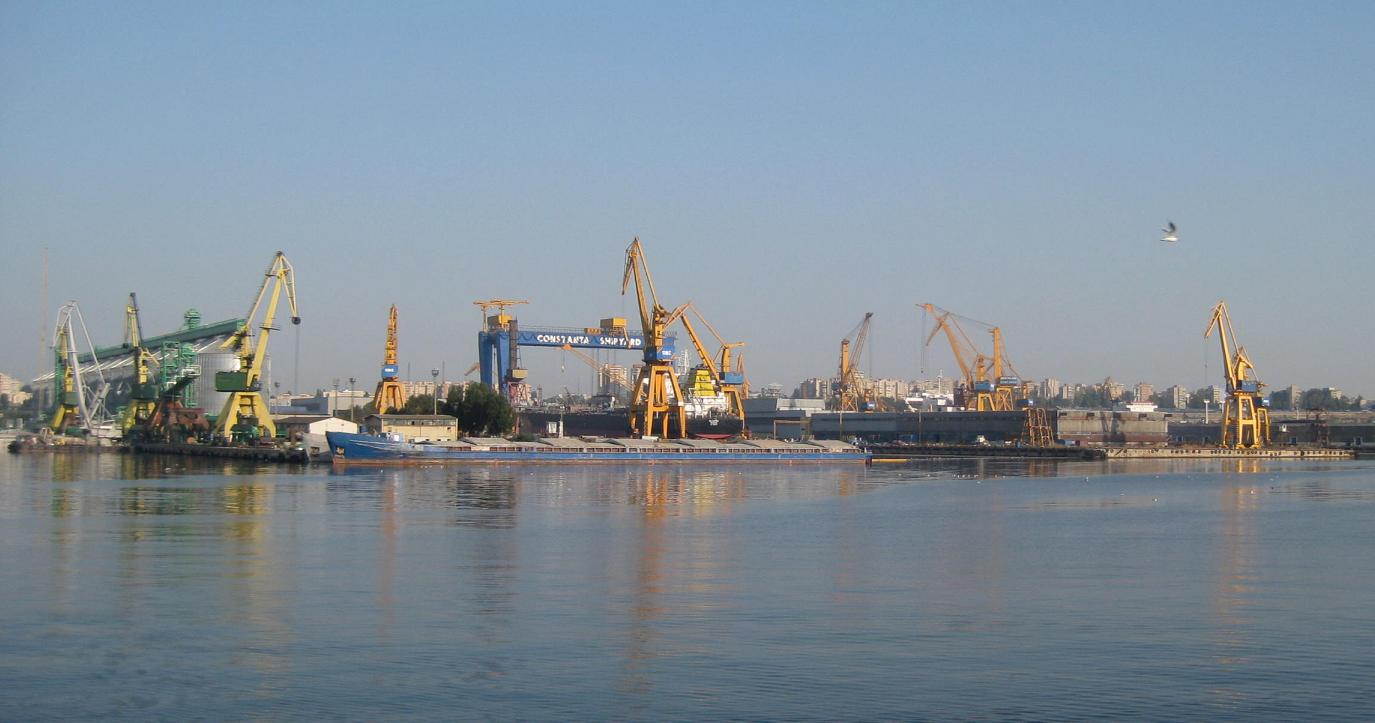
A kikötő egy része

A konstancai kikötő befogadóképessége évi 100 millió tonna, és a 156 horgonyzóhelyből 140 működőképes. A rakpartok teljes hosszúsága 29,83 km, és a víz mélysége 7-től 19 méterig terjed. Ezek a jellemzők hasonlóak a legfontosabb európai és nemzetközi kikötőkben tapasztalható körülményekhez, ami 165 000 DWT (bruttó hordképesség) kapacitású tartályhajók és 220 000 DWT kapacitású ömlesztett árut szállító hajók (bulk carrier) kikötését is lehetővé teszi.
A konstancai kikötő egyaránt tengeri és folyami kikötő, ezért a ki- és berakodáshoz naponta több mint 200 folyami hajó érkezik a rakpartokhoz. A kikötőt a Dunával a Duna-Fekete-tenger csatorna köti össze, mely a konstancai kikötő egyik előnyös adottságának számít. Bulgária, Szerbia, Magyarország, Ausztria, Szlovákia, Németország és Konstanca között jelentős nagyságú folyami áruforgalom zajlik. Ez 2005-ben a kikötő teljes forgalmának 23,3%-át tette ki, és összesen 8800 folyami hajó kötött ki a konstancai kikötőben.
Egy 2007-es szakszervezeti felmérés szerint a kikötő 6000 munkásából minden ötödik feketén dolgozott.

## Összeköttetések
A kikötő vasúthálózata a román és az európai vasúthálózathoz kapcsolódik, így a Konstanca a IV. páneurópai folyosó egyik kiinduló-, illetve célpontja. A teljes körű vasúti szolgáltatás nagy mennyiségű áru fuvarozását teszi lehetővé Románia és Európa legfontosabb gazdasági övezeteibe. Ezáltal a konstancai kikötő a TRACECA-folyosó fontos csomópontjának számít, mivel lehetővé teszi Európa, a Kaukázus és Közép-Ázsia közötti kapcsolatot. A kikötőben található vasúti sínek teljes hossza 300 km.
A kikötő a román és az európai úthálózatba a DN39 és a DN39A jelzésű főúton, illetve az A4-es autópályán kapcsolódik be. A IV. páneurópai folyosóhoz való kapcsolódásának stratégiai jelentősége van, mivel a kikötőt tengeri kijárattal nem rendelkező közép-kelet-európai országokkal köti össze. Ugyanakkor a Bukarestet átszelő IX. folyosóhoz is közel fekszik. A kikötő területén futó utak teljes hossza 100 km.
Az olajkikötőnek hét működő mólója van, melyek egyenként 165 000 DWT kapacitású tankereket tudnak befogadni. A mólók és a kőolajtároló telepek közötti összeköttetést egy 15 km hosszú földalatti és felszíni csővezeték-hálózat biztosítja, melyeknek teljes hossza 50 km. A kikötő az országos olajvezeték-hálózattal és Románia főbb kőolaj-finomítóival is össze van kötve. A kikötő ugyanakkor kiinduló-, illetve célpontja a Páneurópai Olajvezetéknek (Pan-European Pipeline, PEOP), melyet az oroszországi és a Kaszpi-tengeri kőolaj Közép-Európába való szállítására terveztek.

## Mellékkikötők
A konstancai kikötő két mellékkikötője a 25 kilométerre északra fekvő midiai és a 38 kilométerre délre fekvő mangaliai kikötő. Mindkét létesítménynek jelentős a feladata, mely a fő kikötő hatékonyságát hivatott szolgálni. A növekvő igények kielégítésére folyamatosan fejlesztik őket. 2008-ban a két mellékkikötő a három létesítmény összes forgalmának 4%-át bonyolította le.

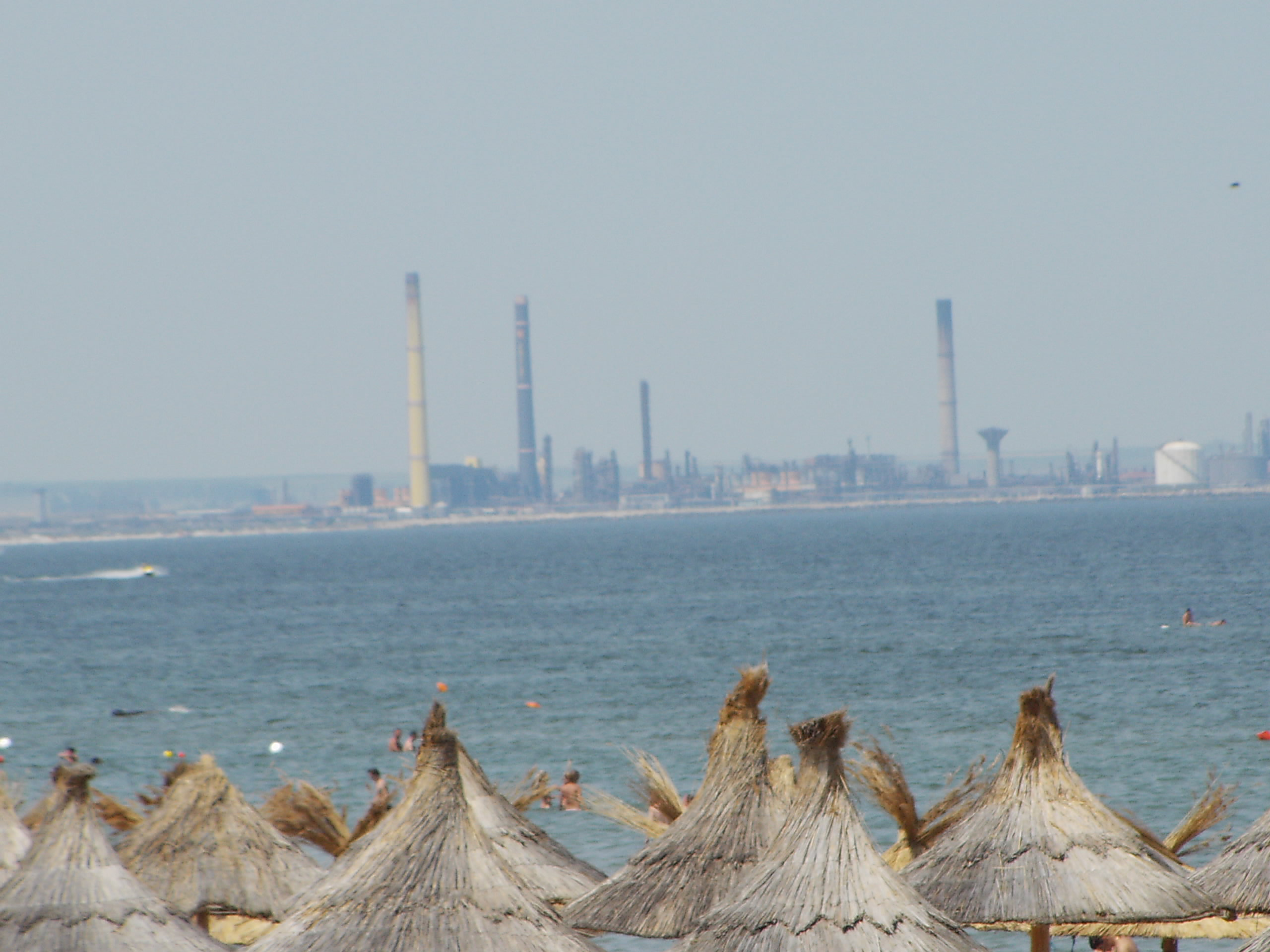
A Midia-Năvodari-i olajfinomító a mamaiai strandról nézve

A midiai kikötő a Fekete-tenger partján, Konstancától nagyjából 13,5 tengeri mérföldre (25 km) északra Năvodari város területén fekszik. Az északi és déli hullámtörőinek teljes hossza 6,7 km. A 834 hektáron (8,34 km²) elterülő kikötőből 234 hektárt tesz ki a szárazföldi rész és 600 hektárt a vízi rész. A 14 horgonyzóhely összesen 2,24 km hosszú, ebből tizenegyet a midiai kikötő, hármat pedig a midiai hajógyár (2 x 1 Holding Cape Midia) használ. A meder kotrásának köszönhetően a kikötő vizeinek mélysége eléri a 9 métert, így a nyersolajat szállító tartályhajóknak fenntartott négy horgonyzóhely 8,5 méteres vízmélysége, akár 20 000 DWT hordképességű hajókat is fogadhat. A kikötő közvetlen szomszédságában található a Petromidia kőolaj-finomító, mely Románia legmodernebbjének számít. A konstancai kikötővel egy 40 km hosszú olajvezeték köti össze.

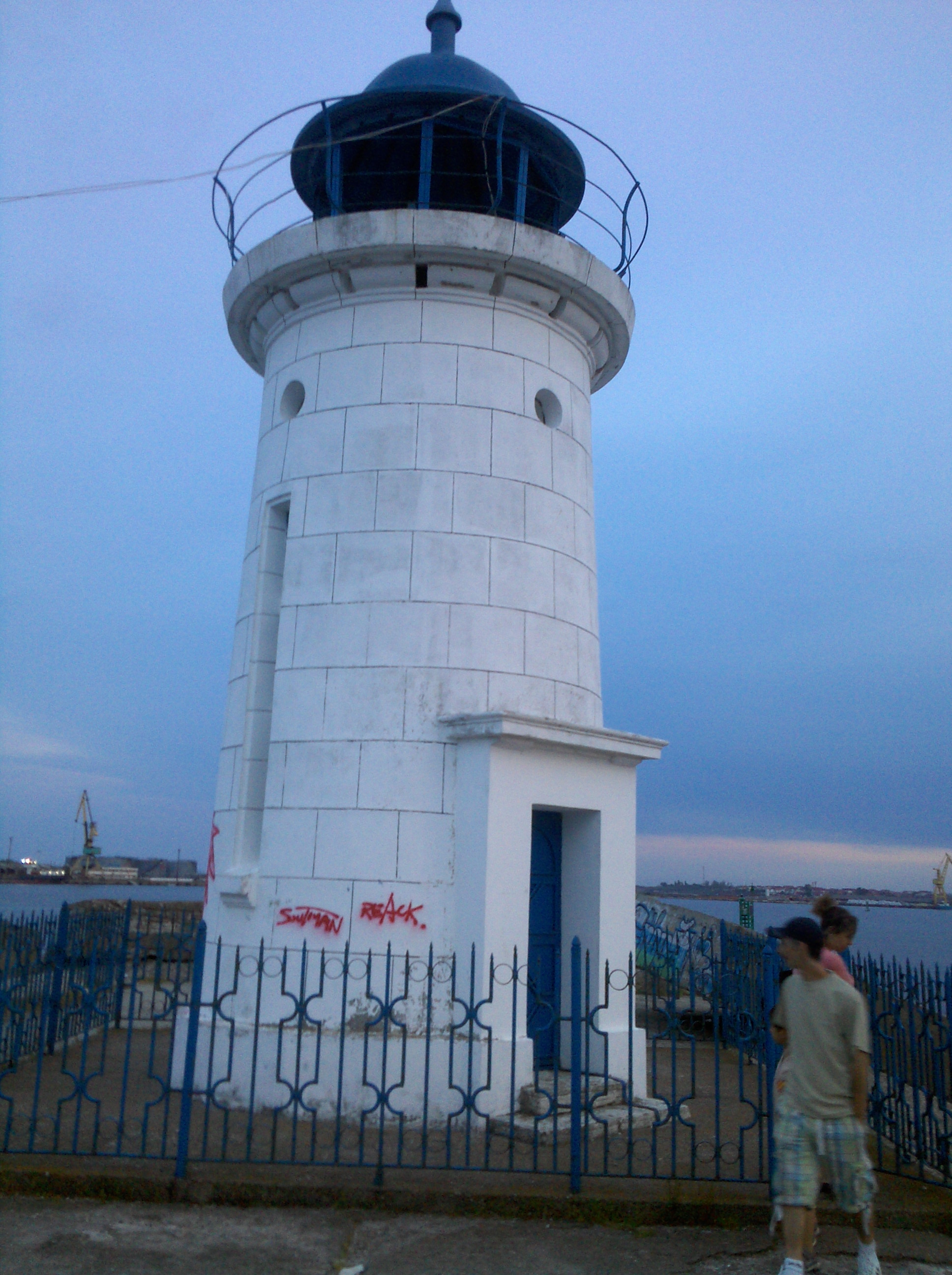
A mangaliai régi világítótorony, háttérben a kikötővel

A mangaliai kikötő a Fekete-tenger partján, a bolgár határ közelében, Isztambultól mintegy 260 kilométerre fekszik. Teljes, 142,19 hektáros (1,42 km²) területéből 27,47 hektár szárazföld és 114,72 hektár vízi rész. Északi és déli hullámtörőinek teljes hossza 2,74 km. Négy horgonyzóhelyéből kettő működik, hosszúságuk összesen 540 m, a víz mélysége pedig 9 m. Területéből jelentős részt foglal el a Daewoo Mangalia Hajógyár.

## Statisztikák

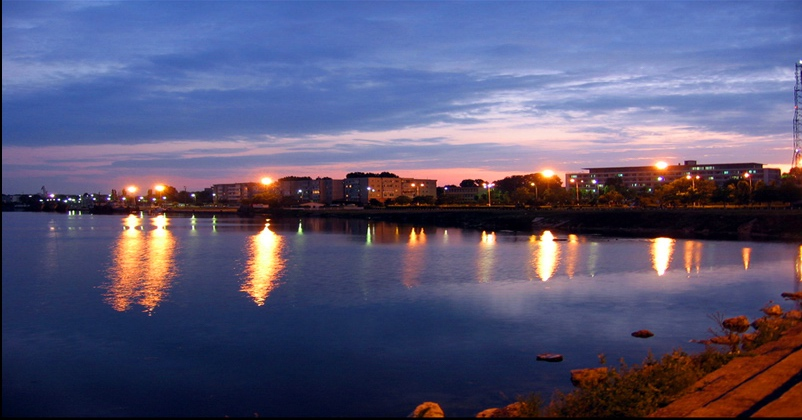
A mangaliai kikötő

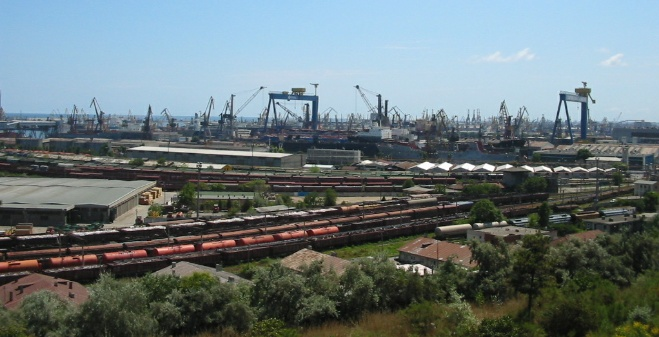
Konstancai hajógyár

2008-ban 61 838 000 tonna áru, illetve 1 380 935 TEU egységnyi konténer fordult meg, melynek eredményeként a konstancai a kilencedik legforgalmasabb európai kikötővé vált. A kikötőben található a Fekete-tenger partvidékének legfontosabb konténerközpontja, így Konstanca számít az Ázsia és a Fekete-tenger közötti áruforgalom elsődleges célpontjának. Mindez a dubaji DP World által működtetett Konstancai Déli Konténer Terminál (CSCT) hatékony működésének, a kedvező természeti adottságoknak (18,5 m körüli vízmélység) és a Dunához való közvetlen kapcsolódásnak is köszönhető. A kikötő fő üzemeltetői az A. P. Moller-Maersk Group, az APM Terminals, a Dubai Ports World, a SOCEP, az Oil Terminal S.A. és a Comvex.
| Év                                      | 2003    | 2004    | 2005    | 2006      | 2007      | 2008      | 2009    | 2010    |
| --------------------------------------- | ------- | ------- | ------- | --------- | --------- | --------- | ------- | ------- |
| Teljes áruforgalom*                     | 43,222  | 50,433  | 60,632  | 57,131    | 57,784    | 61,838    | 42,014  | 47,563  |
| Ömlesztett áru*                         | 10,004  | 11,356  | 31,144  | 14,681    | 14,010    | 14,404    | 11,749  | 11,171  |
| Száraz áru*                             | 21,072  | 26,098  | 15,484  | 27,619    | 24,736    | 29,595    | 20,692  | 27,042  |
| Konvencionális darabáru, csomagolt áru* | 12,146  | 12,979  | 14,004  | 5,290     | 6,119     | 4,809     | 3,590   | 3,304   |
| Konténer (bruttó súly)*                 | 1,880   | 3,878   | 7,404   | 9,815     | 12,643    | 13,030    | 5,898   | 5,888   |
| Konténer (mennyiség)                    | 133 953 | 249 090 | 493 214 | 672 443   | 912 509   | 894 876   | 375 293 | 353 711 |
| Konténer (TEU egység)                   | 206 449 | 386 282 | 768 099 | 1 037 077 | 1 411 414 | 1 380 935 | 594 299 | 556 694 |
| Tengerjáró hajó                         | 5023    | 5302    | 5510    | 5049      | 5663      | 5905      | 4961    | 5202    |
| Folyami hajó                            | 6579    | 7593    | 8778    | 8115      | 7135      | 8018      | 6808    | 7942    |

* millió tonnában 

### Kapcsolatok Magyarországgal
A konstancai kikötő stratégiai fontosságú a magyar gazdaság számára is, mivel a Dunán keresztül közvetlen kapcsolatot lehet létesíteni a magyarországi folyami kikötők és Konstanca között. 2007-ben 2,3 millió tonnáról 3,9 millióra emelkedett a két fél között megforduló árumennyiség, ami 70%-os emelkedésnek felel meg. A nagyobb európai kikötők közül Magyarország számára a konstancai kikötő számít a legelőnyösebb gazdasági partnernek. Bár távolságban messzebb van mint az adriai kikötők (Koper, Fiume, Trieszt), Konstanca viszont nagyobb hajók befogadására képes, és nagyobb tömegű áru átrakodására alkalmas. A német és holland kikötőkhöz viszonyítva közelebb van, és olcsóbb is náluk.

## Terminálok
Az ömlesztett áru termináljának éves befogadóképessége 24 millió tonna kirakodott és 10 millió tonna berakodott áru. A terminál nyersolaj, gázolaj és földgáz importjára, illetve finomított termékek és vegyi anyagok exportjára szakosodott. Mindezt az Oil Terminal S.A. 9 horgonyzóhelyen üzemelteti. 2008-ra elkészült a Rompetrol 175 millió dolláros beruházása is: az új kőolaj terminál befogadóképessége 24 millió tonna.
A vasércet, bauxitot, kőszenet és kokszot mozgató, 13 horgonyzóhellyel ellátott terminál 4,7 millió tonnát képes egyszerre befogadni, éves forgalma pedig 27 millió tonna. A foszfornak 36 000, a karbamidnak 30 000 és az egyéb kémiai anyagoknak 48 000 tonnányi tárhelyet biztosítanak az erre szakosodott kikötőrészen, melynek éves forgalma 4,2 millió tonna. Két külön részleg foglalkozik a gabonafélékkel, melyek éves forgalma összesen 5 millió tonna. Az északi terminál öt horgonyzóhellyel és 1,08 millió tonna éves tárhellyel rendelkezik, és 2,5 millió tonna éves áruforgalmat bonyolít. A déli terminál egyetlen horgonyzóhelye 1 millió tonna tárhellyel (egy-egy siló a szárított és a szárítatlan gabonáknak) rendelkezik, és 2,5 millió tonna éves forgalmat bonyolít le. A fagyasztott termékek számára egy horgonyzóhely és 17 000 tonnás tárhely üzemel. A növényi olajoknak hét, egyenként 25 000 tonnás tartály van fenntartva, a melaszt pedig egyenesen hajókba, vasúti tartálykocsikba és tartályhajókba ürítik.
A cementnek és az építkezési anyagoknak két terminál és hét horgonyzóhely van fenntartva. Éves befogadóképességük 40 000 tonna, éves forgalmuk pedig 4 millió tonna. Ezen kívül egy spanyol magánvállalat (Ceminter International) által működtetett cement terminál is üzemel, melynek éves forgalma 1 millió tonna. 2006-ban egy faanyag terminált építettek, melynek egyetlen horgonyzóhelyénél évente 600 000 tonna áruforgalmat bonyolít az üzemeltető Kronospan.

A két Ro-Ro terminálnak egy-egy horgonyzóhelye van. A kikötő északi részén 4800, a déli részén pedig 1800 járműnek tudnak helyet biztosítani. Ezek mellett még egy magánkézben levő Ro-Ro terminál is működik az északi kikötőben, mely kizárólag személygépkocsiknak van fenntartva és a Romcargo Maritim üzemelteti. Itt 2,5 hektáron 6000 autót tudnak elhelyezni. A konstancai komp terminál egy horgonyzóhellyel rendelkezik, mely vasúti kocsik, mozdonyok és teherautók ki- és berakodására is alkalmas. A terminál éves forgalma 
1 tonna körül mozog. Az északi konténer terminál két horgonyzóhellyel és 11,4 hektár területtel rendelkezik. A déli kikötőben terül el a Konstancai Déli Konténer Terminál (CSCT), melynek 12 horgonyzóhelye van.
A Hutchison Whampoa hongkongi óriáskonszern kikötői beruházásokkal foglalkozó vállalata 2010-re egy 80 millió dollár értékű, 650-700 000 TEU kapacitású konténer terminál építését tervezte a kikötő déli részén.
A déli kikötőben, a Duna-Fekete-tenger csatorna keleti partján található uszály terminál egy 1,2 km hosszúságú és 7 m vízmélységű kikötőhellyel rendelkezik. A vontatóhajók terminálja az uszályokéval átellenben, a csatorna nyugati partszakaszán fekszik. Az egyetlen kikötőhelyből álló terminál 300 méter hosszú, vize pedig 5 m mély. A két részleg éves forgalma 10 millió tonna.
2010-ben a midiai kikötő területén megnyílt Románia legnagyobb autógáz (LPG) terminálja. Az Octogon Gas 12 millió dolláros beruházása 24 000 m² területen a tíz darab, egyenként 400 m³ kapacitású tartályában összesen 4000 m³ autógázt képes elraktározni. A terminál 120 m hosszú kikötőhelyénél a víz 9,5 m mély.

### Konstancai hajógyár
Az 1892-ben már működő, és a forrásokban egyszerűen csak javítóműhelyként (Atelierul de Reparatii) említett telep később felvette a Konstancai Hajóépítő Telep (Şantierul Naval Constanţa) nevet. A 2002-ben privatizált hajógyár két szárazdokkal és két úszó dokkal rendelkezik. A Románia legnagyobb hajógyárának számító létesítménynek 20%-os piaci részesedése van a fekete-tengeri hajógyártásban, ami Európa legnagyobb ilyen jellegű telepei közé emeli.

### Tomis kikötő

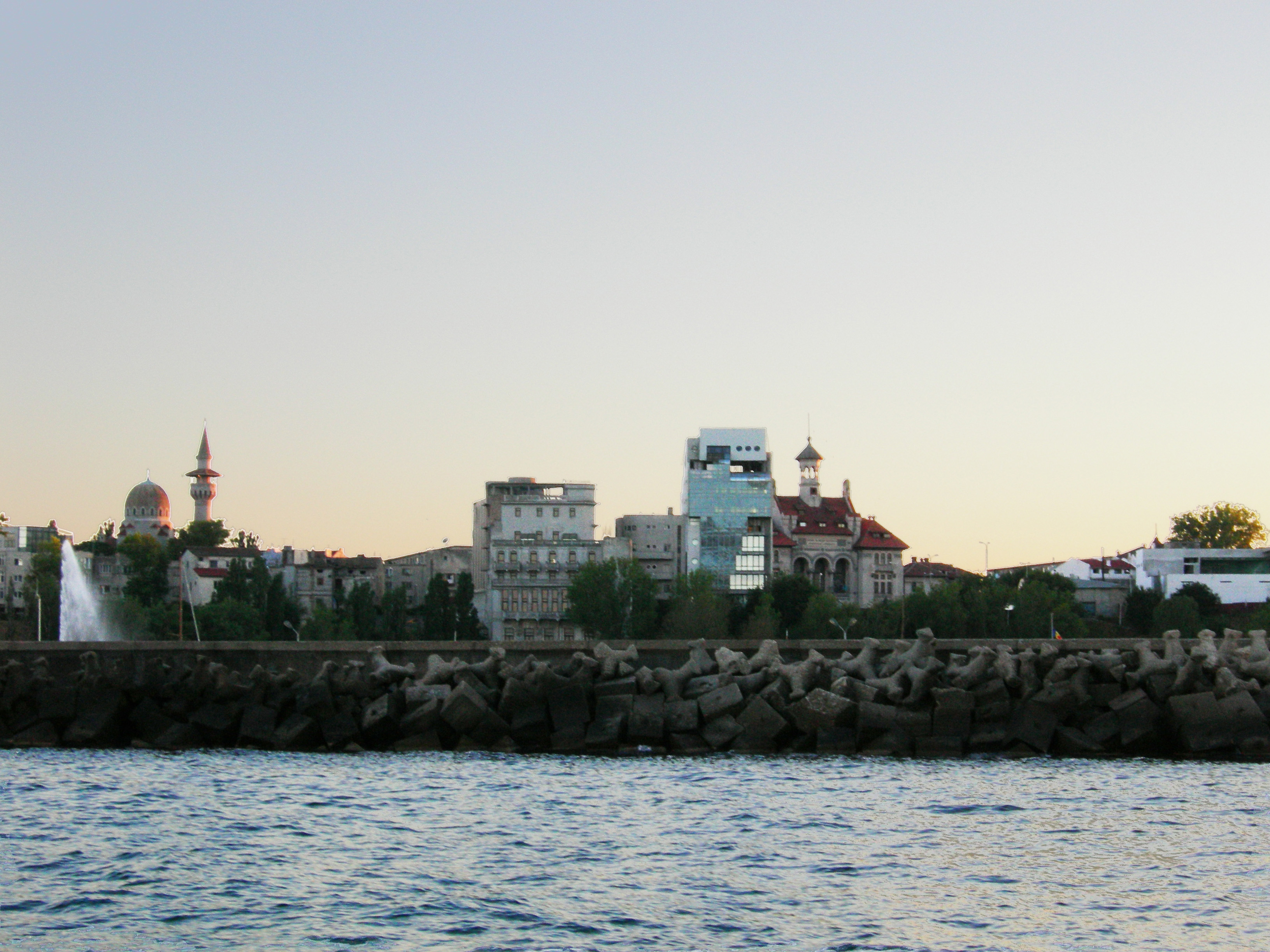
Tomis kikötő, háttérben a Károly-mecset

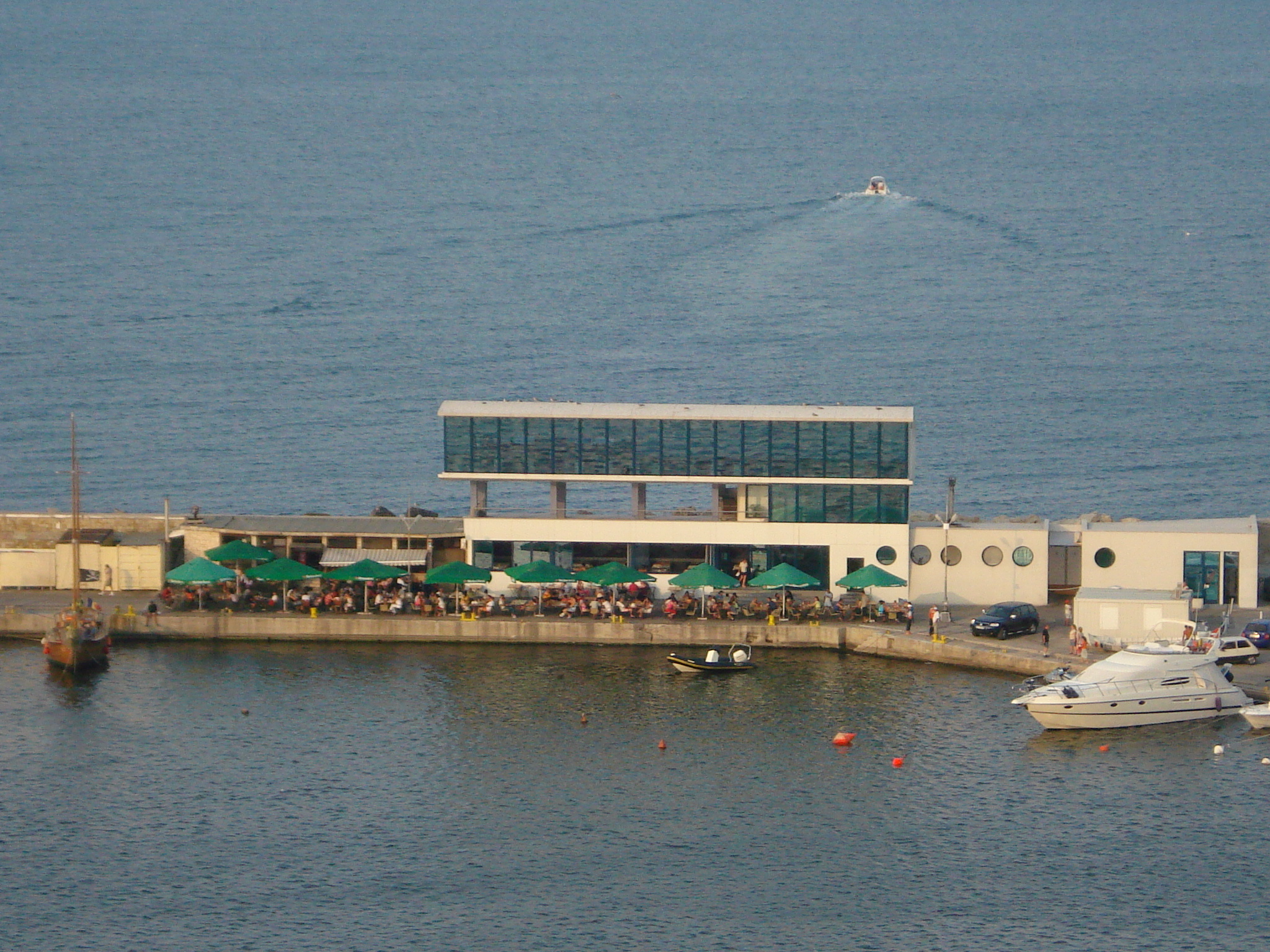
Tomis kikötő utasterminálja

A konstancai kikötő északi részén fekvő Tomis idegenforgalmi terminál éves utasforgalma 100 000 fő. A 2005-ben felújított Tomis kikötőben 2010-ben 57 utasszállító hajó kötött ki, fedélzetükön több mint 21 000 turistával. Az idegenforgalom számára kialakított kikötő 450 jachtot és motorcsónakot képes befogadni. A közelben található az 1910-ben elkészült, a város egyik jelképének is számító műemlék épület, a konstancai Kaszinó.

## Balesetek
A Fekete-tenger romániai felségvizein számos hajó süllyedt el az évszázadok során. A konstancai kikötőben a rossz időjárási viszonyoknak és az emberi mulasztásnak tudható be a legtöbb baleset. Gyakran elfordul azonban, hogy a vízben maradt, el nem szállított roncsok is hozzájárulnak az újabb hajótörésekhez. A 20. század második felében a következő balesetek történtek a kikötő területén és közvetlen közelében:
- 1968. március 1-jén az indiai zászló alatt hajózó Vishva Shanti teherhajót a kapitány rossz irányba kormányozta, és a hullámtörőnek ütközött. A manőverezési hibának és a rossz időjárásnak köszönhetően elsüllyedt hajó teljes legénysége túlélte a balesetet. A három darabba tört hajó hátsó részét kiemelték és a román államé lett.[29]
- 1969. január 6-án a panamai zászló alatt hajózó Anastassia egy rossz manővernek köszönhetően megfeneklett az akkori kikötő egy félreeső részén, ahol jelenleg a folyami kikötő rakpartja található. Közvetlenül a megfeneklés után tűz ütött ki a fedélzeten, és a rakomány a lángok martalékává vált. Mivel az események után a hajózási cég csődbe ment, az 1944-ben épült hajót elhagyták, és a kikötői hatóságoknak csak egy kis részét sikerült kiemelniük.[30][31]
- 1977-ben a gyapottal teli Simali kigyulladt a kikötői vasútállomáshoz közeli horgonyzóhelyen.[32]
- 1977. február 4-én a kalcium-karbidot szállító Fucsia a kikötő déli részén felrobbant. A robbanást a szállítmány vízzel való érintkezése okozta, melynek következtében a hajó központi raktere a levegőbe repült. A robbanás erejét a város több pontján is érezni lehetett. Az azonnal elmerülő hajó legénységéből két tengerész az életét vesztette.[32] Később a hajót kiemelték és egy kevésbé forgalmas részre szállították, ahol azonban a csempészek rejtekhelyéül szolgált.[33]
- Az 1988. december 2-án elsüllyedt Sadu román teherhajó előző napon rakomány nélkül indult el a galaci kikötőből Konstanca felé. A kikötő révjébe érve lehorgonyzott az északi hullámtörőnél, amit a kikötő parancsnokságával nem közöltek. A 2-án reggel viharosra forduló idő miatt a hajó kapitánya engedélyt kért a kikötőtől, hogy a déli hullámtörőhöz hajózhasson. Hamarosan engedélyt kapott a kikötőbe való befutásra. 12 óra 30 perckor, a behajózási engedély megérkezése után egy órával, a legénység arra lett figyelmes, hogy a hajó tatja 200 méternyire közelítette meg az északi hullámtörőt. A veszélyt látva a hajó kapitánya a motor beindítása mellett döntött, ám az nem indult. Ekkor a jobb oldali horgonyt leengedték, mely művelet ideje alatt a motor beindult. Mindeközben különböző manőverekkel próbálkoztak, hogy a hajót egyenesben tartsák, és a hullámtörőtől eltávolítsák. Csak akkor küldtek a fennálló veszélyről üzenetet a kikötőnek, amikor a hajó 13 óra 15 perckor nekicsapódott a töltésnek. Az ütések hat helyen rongálták meg a hajót, a víz pedig elkezdett a raktérbe és a motorházba szivárogni, aminek következtében a hajó merülni kezdett. A legénységből tizenegyen helyben megfulladtak vagy a gátnak csapódtak, négyen pedig örökre eltűntek. A hajón tartózkodó 22 fős legénységből csak heten élték túl a balesetet.[34][35]
- 1995. január 4-ről 5-re virradó éjjel a konstancai kikötőben erős vihar tombolt. A kikötő közelében horgonyzó, máltai zászló alatt közlekedő Paris és a hongkongi You Xiu teherhajók figyelmen kívül hagyták a figyelmeztetéseket és nem távoztak nyugodtabb vizekre. A baleset idején a Paris motorját javítás miatt leszerelték, azonban a kikötői figyelmeztetés után a gépészeknek éppen elég idejük lett volna a motor helyreállítására. A Parisnak v;g-l nem sikerült elindulnia és a gátnak csapódott, majd elmerült. A You Xiu a kikötő közelében maradt, annak ellenére, hogy gondjai akadtak a horgony emelőszerkezetével, ám a kapitány úgy vélte, hogy ennek ellenére a átvészelik vihart. A lehorgonyzott hajót azonban a vihar a közeli északi hullámtörő gátnak csapta és szétroncsolta. A mentőalakulatok munkáját megnehezítették az erős szél és a nagy hullámok, így a két hajó legénységét nem sikerült megmenteni. Azon az estén 54 tengerész (27 kínai, 23 Fülöp-szigeteki, 3 görög és 1 bolgár) vesztette életét a habok között.[27][36][37][38]
- 2004. június 26-án éjjel az észak-koreai zászló alatt közlekedő Nazek T teherhajó berakodás közben a jobb oldalára dőlt, majd felfordult és elmerült. A balesetet a túlzott megterhelés okozta: már 500 tonna nátrium-karbonáttal teli hajóra még különböző faárut rakodtak. A fedélzeten tartózkodó 14 fős legénységnek sikerült idejében elhagyni a hajót. Elmerülése után a hatóságok rögtön úszógátat vontak a hajó köré, majd pár héttel később kiemelték.[39]
- 2006. május 29-én 21 óra körül a kambodzsai zászló alatt közlekedő Karim 1 teherhajó elsüllyedt. Egy héttel korábban a Karim 1 összeütközött a Zoppun török tartályhajóval és megrongálódott. A javítási munkálatok során a szerelők a merülési vonal közelében egy 16 m² nagyságú rést vágtak. A közelben elhaladó hajók korbácsolta hullámoknak köszönhetően a raktérbe szivárogni kezdett a víz. A hajó hamarosan megdőlt, majd elsüllyedt.[40] Az 1971-es gyártású, alapos javításra szoruló hajó fedélzetén levő 12 fős legénység nem sérült meg, azonban a 35 tonna gázolaj és 3 tonna más üzemanyag egy része a kikötő vizébe szivárgott.[41] A hajót két hónap múlva elvontatták a közeli Ro-Ro terminálhoz, majd kiemelték.[42][43]
- 2006. június 8-án délben az Izvorul Mare 1 vontatóhajó egy úszó darut húzott partra. Az úszó daru és a rakpart egyik darujának akasztója összeakadtak, majd a vontatóhajóval együtt vízbe dőltek és elmerültek. A balesetben hat személy a helyszínen életét vesztette, hárman pedig megsérültek.[43][44]
- 2007. november 10-én a Yldirimlar 1 halászhajót az erős szél kettétörte. Az 1982-ben fából készült hajó három tengerészét sikerült kimenteni, a negyedik hipotermiás sokk következtében meghalt.[32][45]

A hajótörések mellett igen gyakoriak a szárazföldi munkabalesetek is, melyek a munkavédelmi előírások figyelmen kívül hagyása és a nem megfelelő munkakörülmények miatt következnek be.

## Környezetszennyezés
Az elmerülő hajók tartályából, illetve rakományából származó üzemanyag jelenti a legnagyobb gondot a kikötőben, melyek továbbterjedését a hatóságok általában úszógátakkal, és a hajóroncsok mihamarabbi kiemelésével próbálják megakadályozni. Azonban a beavatkozások költségessége miatt sokszor csak megkésve sikerül a szennyeződéseket eltávolítani. Az egyik legnagyobb szennyező a Paris hajóroncs, melynek tartályából 236 tonna fűtőolaj és 20 tonna gázolaj szivárog folyamatosan a kikötő vizébe. Ugyanakkor a nyílt tengeren történt hajótörésekből származó kőolaj is gondot okoz a kikötőben, illetve a Fekete-tenger romániai partszakaszának egészén is.